# Friedrich Wilhelm von Syburg
Friedrich Wilhelm von Syburg (* 1. Juli 1709; † 30. August 1770 auf Gut Wackern bei Königsberg in Preußen) war ein preußischer Generalmajor und Chef eines Infanterieregiments. Er war Träger des Ordens Pour le Mérite und Erbherr auf Wackern.

## Herkunft
Er war ein Sohn des russischen Oberst und Kommandeurs des Garderegiments Otto Friedrich von Syburg und dessen Frau Katharina Louise von Tettau aus dem Haus Sandlacken, verwitwete von Buttlar. Auch sein Bruder Otto Ludwig von Syburg war preußischer Generalmajor.

## Leben
Schon im Alter von 13. Jahren kam er zu den preußischen Kadetten. 1730 wurde er Gefreitenkorporal beim „Regiment Dönhoff zu Fuß“. Am 5. Mai 1735 wurde er Leutnant, 1745 wurde er Hauptmann und am 5. Juli 1749 Major. 1757 wurde er Oberstleutnant und im Dezember 1758 Oberst und 1765 wurde er zum Generalmajor ernannt.
Er konnte sich am Beginn des Siebenjährigen Krieges bei Salest auszeichnen, als er als Major seines nun „Itzenplitz zu Fuß“ genannten Regiments die Stellung gegen angreifende Panduren halten konnte. In der Schlacht bei Lobositz am 1. Oktober 1756 erhielt er den Orden Pour le Mérite, aber bei Hochkirch und Torgau war er verwundet worden. 1760 wurde er selbst Chef seines Regiments, nun mit dem Namen „Syburg zu Fuß“. Damit konnte er sich im Gefecht bei Langensalza (15. Februar 1761) auszeichnen. Dort schlug er mit den kurhannoverschen Truppen des Generals Spörcken an der Spitze von einer Abteilung von sechs Bataillonen und 25 Schwadronen mit 20 Geschützen die französisch-sächsischen Truppen unter Stainville und dem Grafen von Solms. Am 21. Mai 1762 bekam er ein Regiment übertragen, das fortan seinen Namen trug. 1762 hatte er auch eine eigene Brigade bei der Armee des Prinzen Heinrich, in dieser war er am 12. Mai 1762 unter Generalleutnant Hans Wilhelm von Canitz in der 2. Angriffskolonne am Gefecht bei Döbeln beteiligt.
Kurzzeitig war er während seiner Berliner Zeit beim Regiment 13 Gutsbesitzer von Friedenfelde in der Uckermark, welches er 1863 an Joachim Erdmann von Arnim wieder veräußerte. Er starb 1770 an einem Schlaganfall auf seinem Gut Wackern.

## Familie
Er war mit Martha Sophie von Holzendorf († 2. Dezember 1783 in Königsberg) aus der Uckermark verheiratet. Sie erhielt nach dem Tod ihres Mannes von König ein Gnadengehalt. Das Paar hatte folgende Kinder:
- Johanne Wilhelmine Albertine (1740–1790)

⚭ 1765 Generalmajor Georg Friedrich von Wegnern (1729–1792)
⚭ 1783 Generalmajor Carl Friedrich von Hamberger (1745–1811)
- Louise Abigial (1744–1803)

⚭ 1763 Hauptmann Carl Wilhelm von Reibnitz († in Stettin)
⚭ 1771 Karl Alexander von Trabenfeld († 1785/1786)
- Wilhelm (jung)
- Emilie (jung)